# Spirit of Tasmania I
El Spirit of Tasmania I es un ferry-crucero, operado por la empresa TT-Line. Su propietario es el gobierno de Tasmania y realiza el trayecto Melbourne - Devonport.

## Historia
El buque fue botado en 1998 y bautizado Superfast IV. Comenzó a prestar servicios para la empresa Superfast Ferries, en el servicio internacional entre Patras (Grecia) y Ancona (Italia).
En marzo de 2002 se produce la venta a TT-Line de Australia. La preparación del buque para su nuevo servicio se realizó en Hobart.
El 1 de septiembre de 2002 comenzó a prestar servicios en la ruta Devonport - Melbourne, junto a su gemelo, el Spirit of Tasmania II.

## Galería

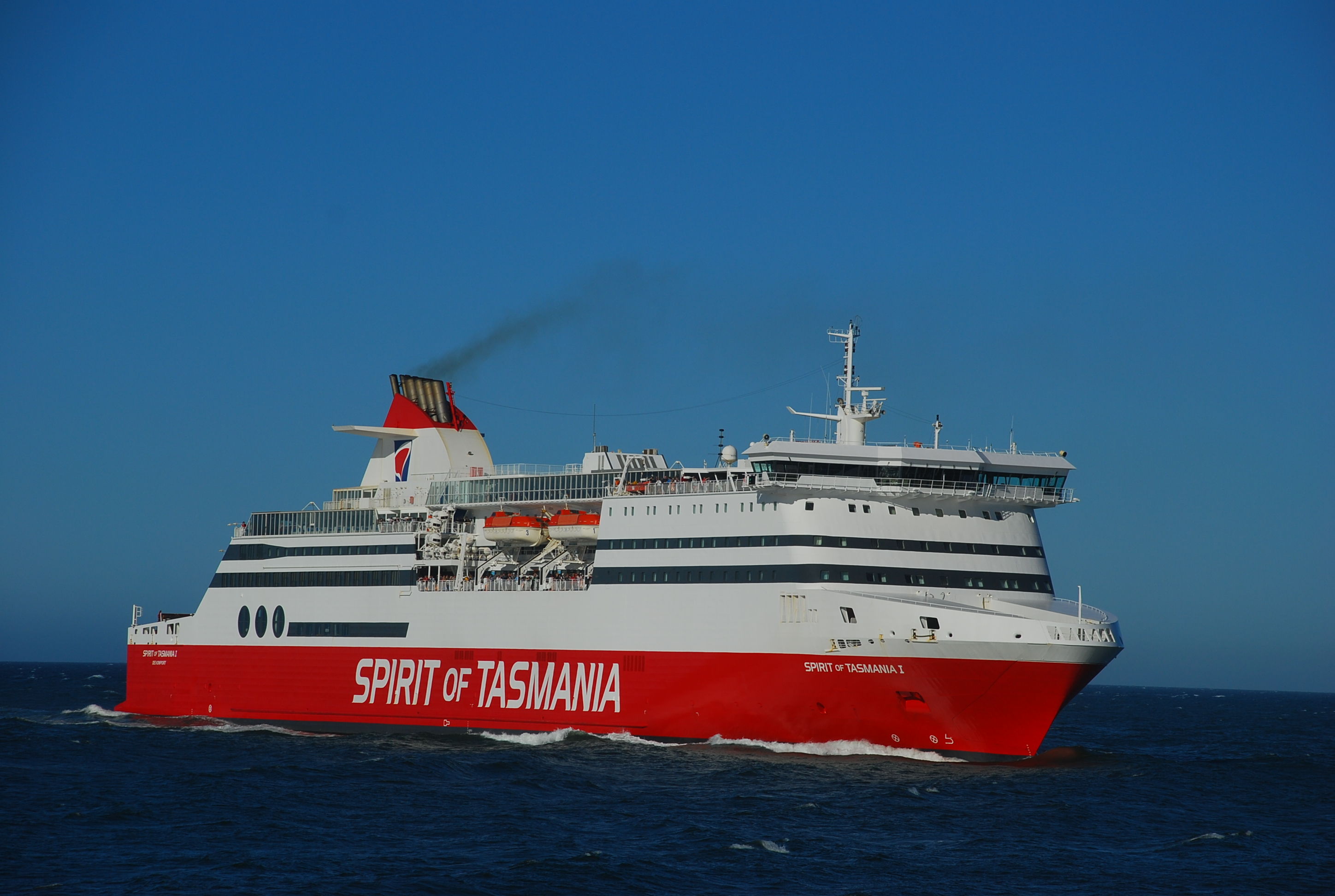
Spirit of Tasmania I.
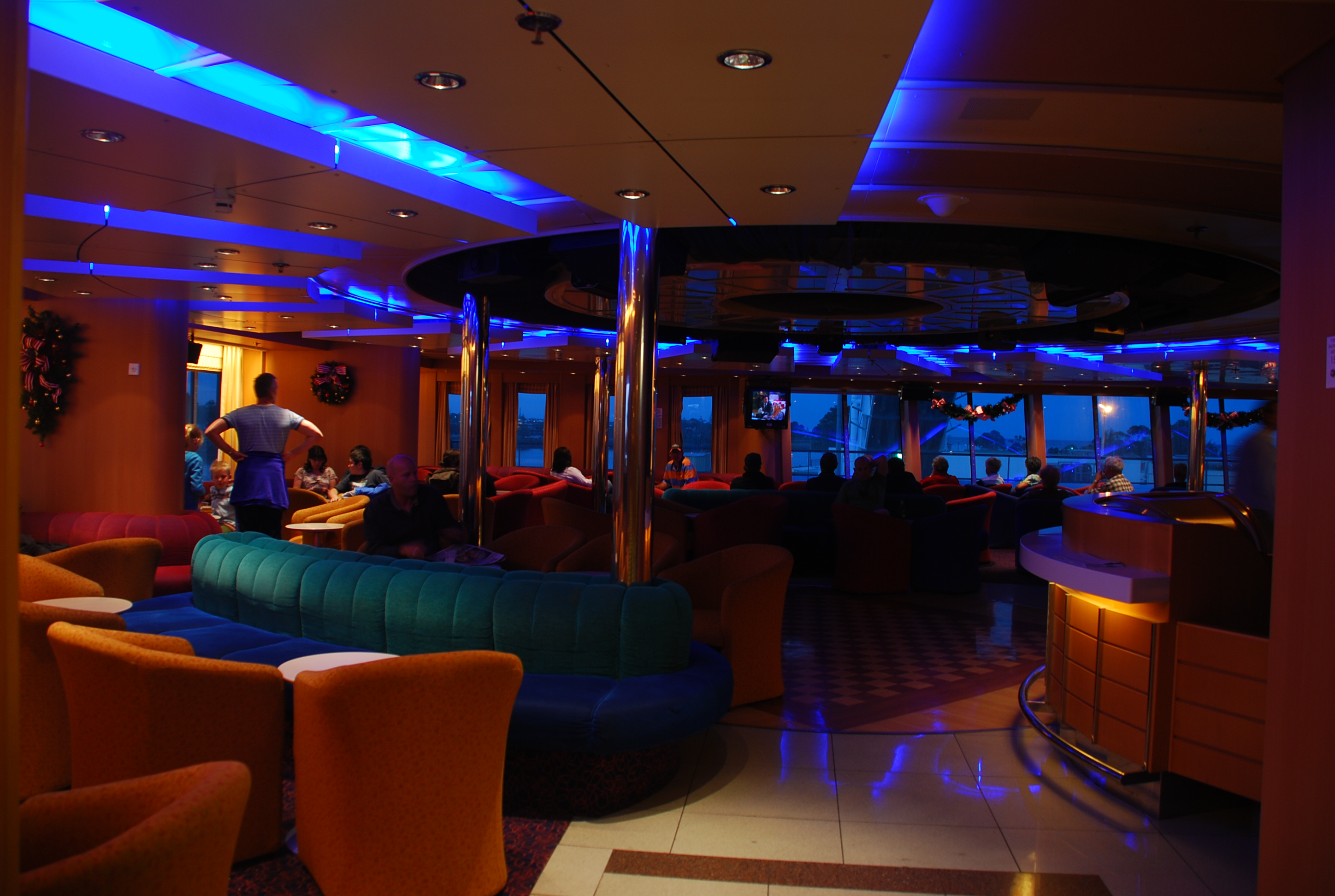
Uno de los bares del buque.
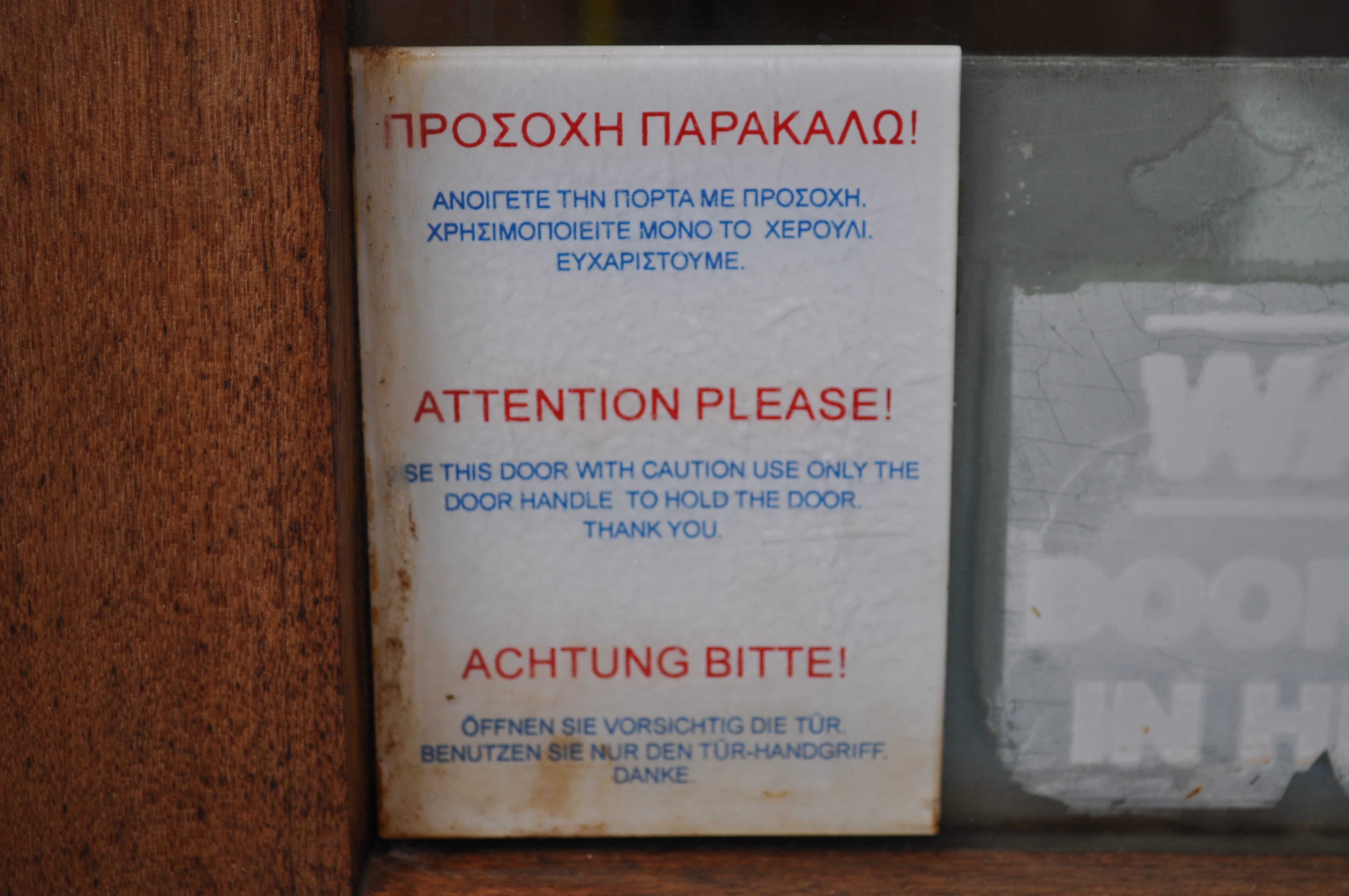
Carteles indicadores en griego, testimonio de su servicio en los mares helénicos.
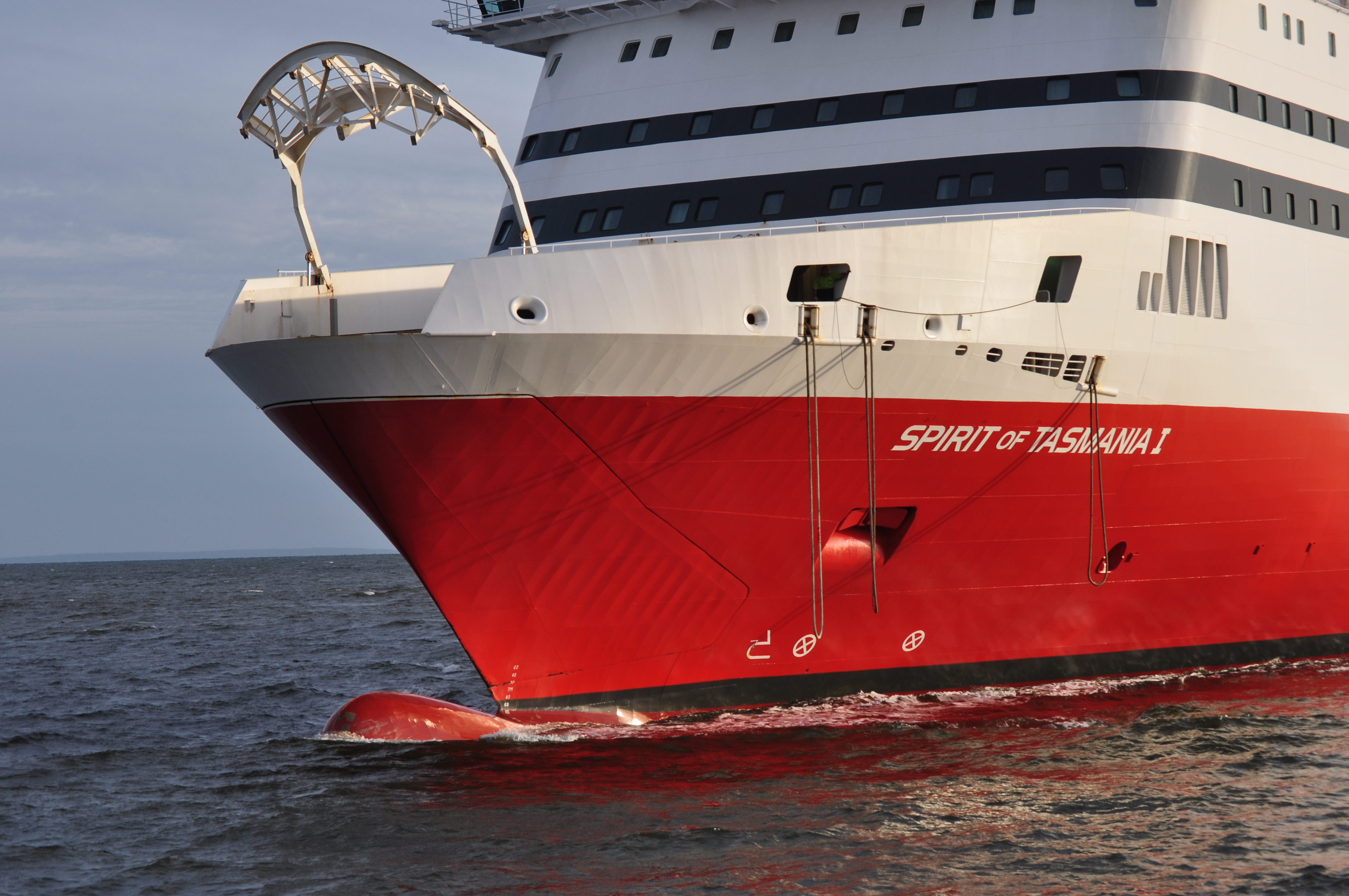
La proa del Spirit of Tasmania I.